# Eleutherodactylus marnockii
Eleutherodactylus marnockii es una especie de anfibio anuro de la familia Eleutherodactylidae.

## Distribución geográfica
Esta especie es endémica de Texas en los Estados Unidos. Habita entre los 1000 y 2000 m de altitud en la meseta de Edwards, la meseta de Stockton y en el condado de Presidio.

## Etimología
Esta especie lleva el nombre en honor a Gabriel Wilson Marnoch (1838-1920).

## Publicación original
- Cope, 1878 : A new genus of Cystignathidae from Texas. American Naturalist, vol. 12, p. 252-253[5]